# تشارلز شوغنيسي
تشارلز شوغنيسي (بالإنجليزية: Charles Shaughnessy)‏ (مواليد 9 فبراير 1955 في لندن)، هو ممثل إنجليزي بدأ مسيرته الفنية عام 1983. كما أنه من الفائزين بجائزة إيمي سنة 2002.

## الأعمال
- أيام حياتنا
- المربية
- الساحرة المراهقة سابرينا
- الساحرة المراهقة سابرينا
- ستارغيت إس جي 1
- أولاد كبار
- القانون والنظام: الوحدة الخاصة للضحايا
- ماد من
- قصة ديسبيرو
- ساينتس رو 2

## وصلات خارجية
- الموقع الرسمي
- تشارلز شوغنيسي على موقع IMDb (الإنجليزية)
- تشارلز شوغنيسي على موقع ميتاكريتيك (الإنجليزية)
- تشارلز شوغنيسي على موقع روتن توميتوز (الإنجليزية)
- تشارلز شوغنيسي على موقع ألو سيني (الفرنسية)
- تشارلز شوغنيسي على موقع ميوزك برينز (الإنجليزية)
- تشارلز شوغنيسي على موقع أول موفي (الإنجليزية)
- تشارلز شوغنيسي على موقع قاعدة بيانات برودواي على الإنترنت (الإنجليزية)
- تشارلز شوغنيسي على موقع قاعدة بيانات الأفلام السويدية (السويدية)
- تشارلز شوغنيسي على موقع إن إن دي بي (الإنجليزية)
- تشارلز شوغنيسي على موقع قاعدة بيانات الفيلم (الإنجليزية)